# Georgetown (Delaware)
Georgetown è una città degli Stati Uniti, capoluogo della Contea di Sussex nello Stato del Delaware. Secondo una stima del 2006 effettuata dal Census Bureau, la popolazione della città era di 4.927 abitanti. Appartiene all'area micropolitana di Seaford.

## Storia

### Lewes come sede di contea
Prima che il capoluogo della contea fosse posto a Georgetown, esso si trovava a Lewes, località sulla Baia del Delaware. Gli olandesi posero la loro prima colonia nel 1631 proprio a Lewes, che per lungo tempo rimase l'unico vero insediamento del Delaware. Quando William Penn formò le tre colonie meridionali della Pennsylvania, che adesso corrispondono proprio al Delaware, Lewes divenne il luogo più adatto per essere sede della Contea di Sussex.

### Creazione di Georgetown
Per tutto il corso del Settecento Lewes rimase sede della contea, sebbene fosse ben distante dagli insediamenti del centro, a circa un giorno di cammino. Alla crescita demografica della regione, la posizione di Lewes all'estremo est della contea divenne inutile e scomodo. Dopo una petizione lanciata dai residenti dell'ovest della contea al governo del Delaware, una legge approvata il 29 gennaio 1791 sancì la creazione di un nuovo capoluogo al centro del territorio. A quel tempo però, il territorio centrale era paudoso e inabitato, quindi furono ingaggiati dieci agenti per effettuare l'acquisto della terra e iniziare la costruzione del palazzo di giustizia e della prigione.
Il 9 maggio 1791 i dieci commissari con l'egida del governo acquistarono 308.000 m² di terreni. Uno di questi dieci, Rhodes Shankland, iniziò la progettazione della nuova città, che sarebbe dovuta stare equidistante da ogni confine. Alla fine Georgetown nacque nello spazio di un cerchio dal diametro di una miglia, con al centro il luogo designato da Shankland. Questa piazza è ora inserita nel registro del National Register of Historic Places. La nuova posizione si dimostrò subito efficace, e venne provato che si trovava effettivamente nel cuore della Contea di Sussex.
Il palazzo di giustizia e la prigione furono costruiti nella sezione sudest della città, mentre la sede della contea fu ufficialmente trasferita il 26 ottobre 1791, e chiamata Georgetown in onore del capo dei dieci commissari George Mitchell.

## Attività
La città è sede di un'importante attività di allevamento di polli, i proprietà della Perdue Farms. L'impianto offre lavoro in gran parte a immigrati provenienti da Haiti e dal Guatemala. Di conseguenza, Georgetown non ha tutti i caratteri tipici di una città coloniale, ma ha un carattere spiccatamente industriale. Georgetown è inoltre sede della radio WZBH.

## Geografia fisica
Secondo i rilevamenti dello United States Census Bureau, il comune si estende su una superficie totale di 10,7 km², tutti occupati da terre.

## Popolazione
Secondo il censimento del 2000, a Georgetown vivevano 4.643 persone, ed erano presenti 957 gruppi familiari. La densità di popolazione era di 434,1 ab./km². Nel territorio comunale si trovavano 1.591 unità edificate. Per quanto riguarda la composizione etnica degli abitanti, il 56,19% era bianco, il 20,87% era afroamericano, il 2,07% era nativo, e lo 0,26% era asiatico. La popolazione di altre razze è pari al 20,61 dell'intera popolazione. La componente proveniente dall'America Latina corrisponde al 31,73% dell'intera popolazione.
Per quanto riguarda la suddivisione della popolazione in fasce d'età, il 25,4% era al di sotto dei 18 anni, il 14,3% fra i 18 e i 24, il 30,4% fra i 25 e i 44, il 16,1% fra i 45 e i 64, mentre il 13,8% degli abitanti ha oltre 65 anni. L'età media della popolazione è di 30 anni. per ogni 100 donne residenti c'erano 107,6 maschi.
Nel 2000, il 21,6% degli abitanti di Georgetown ha dichiarato di avere origini e parenti in Guatemala. Questa è la percentuale più alta degli interi Stati Uniti.